# No Questions – No Answers
No Questions – No Answers ist ein Jazzalbum der Formation A Pride of Lions. Die am 25. August 2018 auf dem Internationalen Jazzfestival Saalfelden entstandenen Aufnahmen erschienen im Februar 2023 auf RogueArt.

## Hintergrund
Die franco-amerikanische Formation A Pride of Lions besteht aus Joe McPhee (Alt-, Sopransaxophon, Taschentrompete), Daunik Lazro (Tenor- und Baritonsaxophon), Joshua Abrams (Bass, Guembri), Guillaume Séguron (Bass) und Chad Taylor (Schlagzeug, Mbira). Die Aufnahme entstand als zweite CD der Band; 2018 erschien bereits ihr auf einer Tournee 2016 mitgeschnittenes Album A Pride of Lions. McPhee und Lazro arbeiten bereits seit 1996 zusammen, wo sie gemeinsam eine Band mit gleicher Besetzung leiteten. Weiterhin spielen Abrams und Taylor regelmäßig zusammen.
In den Liner Notes von No Questions – No Answers erinnerte man wie folgt an Joe McPhee: „Jemand beschrieb mir den Musiker wie folgt: ‚Woher kommt das, was er tut?‘“ Aus der Idee heraus, mit den Musen zu zaubern [war die Antwort]. ‚Was so ziemlich alles umfasst, was wir unter Musik verstehen.‘“ Und dazu führt Lazro aus: „Die Methode hat sich nicht geändert (da sie so schöne Früchte getragen hat): Durch offene Improvisation entsteht Musik, die Lyrik ebenso willkommen heißt wie Abstraktion, das Pulsieren, das an Stille, Expressionismus grenzen kann, und Traum."

## Titelliste
- A Pride of Lions – No Questions - No Answers (Rogueart ROG-0117)[2]

1. An Unanswered Question 34:33
2. An Unquestioned Answer 12:14
3. Enough 6:02

## Rezeption
Diese Band agiere ebenso aggressiv, aber dynamischer nuanciert als die energischen Gewohnheiten eines jeden Löwenrudels, meint Ken Waxman (JazzWord). Doch die Art und Weise, wie dieses Quintett die Gefühle aus diesem turbulenten Engagement heraushole, vervielfache und verschmelze, lasse darauf schließen, dass das Adjektiv „stolz“ diese Session ebenso beschreibt wie seine Verwendung als Substantiv im Bandnamen.